# Nationaal park Cheile Bicazului-Hășmaș
Nationaal park Cheile Bicazului-Hășmaș (Roemeens: Parcul Național Cheile Bicazului-Hășmaș) is een nationaal park in Roemenië (districten Neamţ en Harghita). Het park werd opgericht in 2000 en is 65,75 vierkante kilometer groot. Het landschap bestaat uit de kloof van de Bicaz-rivier en de Hășmaș-bergen met bossen en meren (het 'rode Meer' Lacu Roşu). 